# Episodi de La vita secondo Jim (quinta stagione)
La quinta stagione della serie televisiva La vita secondo Jim (According to Jim) è composta da 22 episodi, trasmessi in prima visione negli Stati Uniti d'America da ABC dal 20 settembre 2005 al 2 maggio 2006.
In Italia viene trasmessa in prima visione assoluta dal 12 febbraio al 26 febbraio 2007, ma non è chiaro su quale canale. Le fonti, infatti, sono discordi su questo punto: secondo Il mondo dei doppiatori la stagione è stata trasmessa per la prima volta su Disney Channel, mentre secondo Movietele è stata trasmessa per la prima volta su Italia 1.
| nº | Titolo originale               | Titolo italiano                    | Prima TV USA      | Prima TV Italia  |
| -- | ------------------------------ | ---------------------------------- | ----------------- | ---------------- |
| 1  | Foul Ball                      | Fuori campo                        | 20 settembre 2005 | 12 febbraio 2007 |
| 2  | The Tale of the Tape (Part I)  | Cassetta ci cova (1ª parte)        | 27 settembre 2005 | 12 febbraio 2007 |
| 3  | The Tale of the Tape (Part II) | Cassetta ci cova (2ª parte)        | 27 settembre 2005 | 13 febbraio 2007 |
| 4  | Charity Begins at Hef's        | La lettera                         | 4 ottobre 2005    | 13 febbraio 2007 |
| 5  | The Race                       | La corsa                           | 11 ottobre 2005   | 14 febbraio 2007 |
| 6  | Anec-Dont's                    | Bugie per amore                    | 18 ottobre 2005   | 14 febbraio 2007 |
| 7  | Chick Whisperer                | L'uomo che sussurrava alle puledre | 1º novembre 2005  | 15 febbraio 2007 |
| 8  | James & the Annoying Peach     | La vittoria del silenzio           | 8 novembre 2005   | 15 febbraio 2007 |
| 9  | The Dream                      | Il sogno                           | 15 novembre 2005  | 16 febbraio 2007 |
| 10 | Lean on me                     | Una donna per amico                | 29 novembre 2005  | 16 febbraio 2007 |
| 11 | The Gift of Maggie             | Natale con i tuoi...               | 13 dicembre 2005  | 19 febbraio 2007 |
| 12 | Sex Ed Fred                    | Parliamo di sesso o no?            | 10 gennaio 2006   | 19 febbraio 2007 |
| 13 | Renewing Vows                  | Nozze di porcellana                | 24 gennaio 2006   | 20 febbraio 2007 |
| 14 | The Stick                      | Il bastone                         | 7 febbraio 2006   | 20 febbraio 2007 |
| 15 | Mr. Right                      | Competizione                       | 7 febbraio 2006   | 21 febbraio 2007 |
| 16 | Get Your Freak On              | La fidanzata di Andy               | 21 febbraio 2006  | 21 febbraio 2007 |
| 17 | The Grumpy Guy                 | Il rompiscatole                    | 28 febbraio 2006  | 22 febbraio 2007 |
| 18 | Polite Jim                     | Jim il gentleman                   | 7 marzo 2006      | 22 febbraio 2007 |
| 19 | Daddy Dearest                  | Caro papà                          | 7 marzo 2006      | 23 febbraio 2007 |
| 20 | The Thin Green Line            | La festa di San Patrizio           | 14 marzo 2006     | 23 febbraio 2007 |
| 21 | Jim's Best Friend              | Il miglior amico di Jim            | 21 marzo 2006     | 26 febbraio 2007 |
| 22 | Belaboring the Point           | Nei panni di una mamma             | 2 maggio 2006     | 26 febbraio 2007 |

## Fuori campo
- Titolo originale: Foul Ball
- Diretto da: Leonard R. Garner Jr.
- Scritto da: Christopher J. Nowak

### Trama
Jim riesce a ottenere biglietti gratuiti in prima fila per la partita dei Cubs e vuole portare Kyle alla sua prima partita. Sfortunatamente, Cheryl insiste che Kyle frequenti invece il suo primo giorno all'asilo. Jim decide di imbrogliare Cheryl.
- Guest star: Tammy Townsend (signorina Crawford), Robert Belushi (Kyle adulto), Michael Krepack (Ronnie Hart), Meredith Cross (Marge Hart)

## Cassetta ci cova (1ª parte)
- Titolo originale: The Tale of the Tape: Part 1
- Diretto da: Jim Belushi e Dennis Capps
- Scritto da: John D. Beck e Ron Hart

### Trama
Ryan sciocca tutti offrendosi di aiutare con i piatti. Jim gli parla e gli proibisce di regalare a Dana un costoso medaglione per l'anniversario perché il regalo lo metterà in cattiva luce. Ryan glielo dà comunque. Questo significa guerra: Jim contro Ryan.
- Guest star: Mitch Rouse (dottor Ryan Gibson), David Pasquesi (Dave), Tony Braunagel (Tony), Charlie Hartsock (Charlie)

## Cassetta ci cova (2ª parte)
- Titolo originale: The Tale of the Tape: Part 2
- Diretto da: Jim Belushi
- Scritto da: John D. Beck e Ron Hart

### Trama
Jim scopre che una videocassetta romantica che Cheryl gli ha regalato prima che si sposassero è stata registrata per lei da un vecchio fidanzato.
- Guest star:  David Pasquesi (Dave), Tony Braunagel (Tony), Charlie Hartsock (Charlie), Shannon Floyd (Suzy), Max Lesser (Chad)

## La lettera
- Titolo originale: Charity Begins at Hef's
- Diretto da: Steve Zuckerman
- Scritto da: Judd Pillot e John Peaslee

### Trama
Quando Cheryl vince due biglietti per incontrare Hugh Hefner al Playboy Mansion in un concorso di beneficenza a cui Jim l'ha segretamente iscritta, decide di portare Dana al posto di Jim, lasciandolo sgomento.
- Guest star: Hugh Hefner (se stesso), Jodi Ann Paterson (Molly), Wylie Small (signora Polson), Anthony Holiday (guardia di sicurezza), Marisa Petroro (bella donna)

## La corsa
- Titolo originale: The Race
- Diretto da: Steve Zuckerman
- Scritto da: David Feeney

### Trama
Anche se fuori forma, Jim partecipa a una corsa di 10 km per insegnare a Kyle, che vuole lasciare il basket, una lezione sul non mollare, ma bara per arrivare prima al traguardo.
- Guest star: Tammy Townsend (signorina Crawford), Lucille Soong (estetista), Willie Amakye (Willie), Michael Krepack (Ronnie Hart),  Church Lieu (studente n°1), Lily Jackson (studente n°2), Jamison Belushi (studente n°3)

## Bugie per amore
- Titolo originale: Anec-Dont's
- Diretto da: Leonard R. Garner Jr.
- Scritto da: Howard J. Morris

### Trama
Cheryl, sconvolta dal fatto che Jim pensi che i suoi aneddoti quotidiani siano noiosi, ruba la storia di Dana sull'incontro con Oprah Winfrey. Jim, ora determinato a superare Cheryl, inventa una storia sul suo ufficio che prende fuoco. Ma quando Cheryl porta i bambini a vedere il danno, Jim e Andy, che si stanno affannando per renderlo autentico, finiscono per appiccare un vero incendio e provocare un'esplosione.
- Guest star: Mitch Rouse (dottor Ryan Gibson)

## L'uomo che sussurrava alle puledre
- Titolo originale: The Chick Whisperer
- Diretto da: Gerry Cohen
- Scritto da: Bob Nickman

### Trama
Jim dice che può aiutare Andy a uscire con donne migliori essendo il suo "sussurratore di puledre". Con un microfono nascosto e un auricolare che collega Andy a Jim, Andy riesce a conquistare la donna più sexy con cui sia mai uscito. Peccato che si riveli una pazza che alla fine lascia Andy e inizia a perseguitare Jim.
- Guest star: Cate Cohen (Stephanie), Laurel Green (Bernice), Katie Lohmann (donna attraente)

## La vittoria del silenzio
- Titolo originale: James & the Annoying Peach
- Diretto da: Gerry Cohen
- Scritto da: Harry Hannigan

### Trama
Qualcosa sta infastidendo Jim, ma lui lo nega. Seguendo il suggerimento di Dana, Cheryl decide di trascinarlo in terapia, ma l'incontro fallisce. Infuriato, Jim dice cosa lo infastidisce e scoprono che è solo una parte di un problema più grande.
- Guest star: Rosalind Chao (Sally Wu)

## Il sogno
- Titolo originale: The Dream
- Diretto da: Jim Belushi
- Scritto da: David Feeney

### Trama
Jim viene infastidito da Dana per andare avanti con lavori di ristrutturazione che sembrano durare per sempre. Dopo che Jim si è avvicinato per andare avanti, Ryan lo lascia con Dana che dorme al piano di sopra, dove Jim la sente fare un sogno su di lui.
- Guest star: Mitch Rouse (dottor Ryan Gibson)

## Una donna per amico
- Titolo originale: Lean on Me
- Diretto da: Leonard R. Garner Jr.
- Scritto da: Sylvia Green

### Trama
Cheryl incoraggia Jim a incontrare un'ex fidanzata, Melissa Evans, che vuole discutere di affari a pranzo, ma poi se ne pente quando si convince che la vecchia fiamma abbia intenzioni romantiche.
- Guest star: Linda Hamilton (Melissa Evans), Molly Beck Ferguson (Gina), Mark Gagliardi (produttore), Robin Krieger (Marilyn Crannis)

## Natale con i tuoi...
- Titolo originale: The Gift of Maggie
- Diretto da: Leonard R. Garner Jr.
- Scritto da: Daniel Egan

### Trama
Quando la madre di Cheryl e Dana, Maggie, fa visita per le vacanze, Jim e Cheryl competono con Ryan e Dana per il suo affetto.
- Guest star: Kathleen Noone (Maggie), Mitch Rouse (dottor Ryan Gibson)

## Parliamo di sesso o no?
- Titolo originale: Sex Ed Fred
- Diretto da: Larry Joe Campbell
- Scritto da: Mitch Hunter e Jana Hunter

### Trama
Jim e Cheryl guardano un video di educazione sessuale, che viene mostrato alla scuola di Ruby, nel quale Jim si rende conto di comparire quando era giovane. A quell'età pensava che il sesso fosse un film dell'orrore.
- Guest star: Kari Coleman (signora Miller), Barry Williams (Ben), Doug Cameron (genitore arrabbiato n°1), Eva La Dare (Margo), Jacob Nelson (Andy da giovane), Carol Pawlak (genitore arrabbiato n°2), Laken Romine (Cindy), Elijah Runcorn (Jim da giovane)

## Nozze di porcellana
- Titolo originale: Renewing Vows
- Diretto da: Jim Belushi
- Scritto da: Bob Nickman

### Trama
Ruby e Gracie vogliono farsi forare le orecchie per indossare gli orecchini, ma Cheryl crede che questo porterà le ragazze a crescere troppo in fretta e convince Jim a negare il permesso alle ragazze. Poi Cheryl si arrabbia e permette loro di farsi forare le orecchie; quando Jim lo scopre si fa forare l'orecchio e indossa un orecchino proprio il giorno in cui lui e Cheryl rinnovano i loro voti di matrimonio.
- Guest star: Loudon Wainwright III (pastore), Willie Amakye (invitato al matrimonio), Tony Braunagel (Tony), Charlie Hartsock (Charlie), Max Lesser (Vance), John Rubano (John)

## Il bastone
- Titolo originale: The Stick
- Diretto da: Lauren Breiting
- Scritto da: Judd Pillot e John Peaslee

### Trama
È il compleanno di Jim. Come sempre, riceve regali di cui non è entusiasta, ma ora finalmente lo rivela a Cheryl. Cheryl vuole solo che Jim realizzi il suo potenziale. Il giorno dopo, Kyle regala a Jim un bastone e gli piace.

## Competizione
- Titolo originale: Mr. Right
- Diretto da: Steve Zuckerman
- Scritto da: Christopher J. Nowak

### Trama
Jim rovina un'uscita al cinema fermandosi in un posto dove afferma di aver incontrato Erik Estrada dieci anni fa, ma secondo Cheryl era qualcun altro e da allora ne hanno discusso. Jim cerca di dimostrare a tutti i costi che ha ragione.
- Guest star: Erik Estrada (se stesso), Mitch Rouse (dottor Ryan Gibson), Roxanne Beckford (donna), Asante Jones (paramedico), Scott Michael Morgan (barcaiolo)

## La fidanzata di Andy
- Titolo originale: Get Your Freak On
- Diretto da: Steve Zuckerman
- Scritto da: Jana Hunter e Mitch Hunter

### Trama
Cheryl crede di partecipare a una festa in lingerie di buon gusto, ma è scioccata nell'apprendere che la padrona di casa vende giocattoli sessuali. Per curiosità, Cheryl ne compra uno, ma non lo dice a Jim. A peggiorare le cose, Jim trova il giocattolo.
- Guest star: Mitch Rouse (dottor Ryan Gibson), Laurel Green (Bernice), Tony Braunagel (Tony), Charlie Hartsock (Charlie), John Rubano (John)

## Il rompiscatole
- Titolo originale: The Grumpy Guy
- Diretto da: Kimberly Williams-Paisley
- Scritto da: Sylvia Green

### Trama
Jim si arrabbia quando scopre che la sua vicina, Julie, ha scritto libri per bambini e li ha basati su di lui.
- Guest star: Julie Newmar (Julie), Andrea Mikolajczak (Rebecca)

## Jim il gentleman
- Titolo originale: Polite Jim
- Diretto da: Bob Koherr
- Scritto da: Michael P. Fox e Wil Fox

### Trama
Jim fa piangere il suo vicino lamentandosi del suo barbecue in giardino, così decide di prendere lezioni di buone maniere da Andy, per diventare una persona migliore.
- Guest star: H. Richard Greene (Bob Morgan), Jill Holden (Fay Morgan), Willie Amakye (Willie), Jeanne Chinn (Jody Chen), Francoise Alexander (Monique)

## Caro papà
- Titolo originale: Daddy Dearest
- Diretto da: Jim Belushi
- Scritto da: Tracy Gamble

### Trama
Jim crede che Bill, il padre di uno dei compagni di classe di Ruby e Gracie, sia in realtà il suo vero padre che ha abbandonato Jim quando era bambino.
- Guest star: Joseph Bologna (Bill), Caitlin Dulany (Heather), Austin Majors (Justin), Chris Barnes (istruttore di karate)

## La festa di San Patrizio
- Titolo originale: The Thin Green Line
- Diretto da: Larry Joe Campbell
- Scritto da: Harry Hannigan

### Trama
Cheryl fa del suo meglio per assicurarsi un posto nel Comitato della Chiesa e, per ottenerlo, proibisce a Jim di fare il suo rito annuale dell'uomo verde il giorno di San Patrizio. Tuttavia, i suoi piani vengono rovinati quando viene arrestata.
- Guest star: Mitch Rouse (dottor Ryan Gibson), Edmund L. Shaff (reverendo Shelton), Anne Bellamy (membro del Comitato), Tony Braunagel (Tony), Siobhan Cook (poliziotto), Joe Gnoffo (Sean), Charlie Hartsock (Charlie), John Rubano (John), Harley Zumbrum (buttafuori)

## Il miglior amico di Jim
- Titolo originale: Jim's Best Friend
- Diretto da: Dennis Capps
- Scritto da: Christopher J. Nowak

### Trama
Quando Andy inizia a passare molto tempo a giocare a scacchi con Ryan, Jim cerca di trovare un nuovo amico nel suo bar preferito. Più difficile di quanto sembri.
- Guest star: Mitch Rouse (dottor Ryan Gibson), Bruce Jarchow (Henry), Robert Belushi (tizio n°2), Taras Los (fattorino della pizza), Michael C. McCarthy (tizio n°4), Sarah Poynter (donna), Jason Stewart (tizio n°1), Max Lesser (tizio n°3)

## Nei panni di una mamma
- Titolo originale: Belaboring the Point
- Diretto da: Bob Koherr
- Scritto da: Howard J. Morris

### Trama
Quando un orgoglioso e felice Ryan annuncia che Dana è incinta, Jim lo avverte degli imminenti sbalzi ormonali di Dana e finisce per sognare di essere incinto.
- Guest star: Mitch Rouse (dottor Ryan Gibson), Tony Braunagel (Tony), Charlie Hartsock (Charlie), John Rubano (John), Marc Evan Jackson (ragazzo tormentato), Katrina Lenk (infermiera), Sue Nelson (donna incinta)